# Steve Bezzina
Steve Bezzina (Pietà, 5 gennaio 1987) è un calciatore maltese, difensore dello Żurrieq.

## Carriera

### Club
Ha giocato nella prima divisione maltese.

### Nazionale
Ha collezionato nove presenze con la propria nazionale.

## Statistiche

### Cronologia presenze e reti in nazionale
| Cronologia completa delle presenze e delle reti in nazionale ― Malta | Cronologia completa delle presenze e delle reti in nazionale ― Malta | Cronologia completa delle presenze e delle reti in nazionale ― Malta | Cronologia completa delle presenze e delle reti in nazionale ― Malta | Cronologia completa delle presenze e delle reti in nazionale ― Malta | Cronologia completa delle presenze e delle reti in nazionale ― Malta | Cronologia completa delle presenze e delle reti in nazionale ― Malta | Cronologia completa delle presenze e delle reti in nazionale ― Malta |
| Data                                                                 | Città                                                                | In casa                                                              | Risultato                                                            | Ospiti                                                               | Competizione                                                         | Reti                                                                 | Note                                                                 |
| -------------------------------------------------------------------- | -------------------------------------------------------------------- | -------------------------------------------------------------------- | -------------------------------------------------------------------- | -------------------------------------------------------------------- | -------------------------------------------------------------------- | -------------------------------------------------------------------- | -------------------------------------------------------------------- |
| 18-11-2009                                                           | Paola                                                                | Malta                                                                | 1 – 4                                                                | Bulgaria                                                             | Amichevole                                                           | -                                                                    |                                                                      |
| 3-3-2010                                                             | Attard                                                               | Malta                                                                | 1 – 2                                                                | Finlandia                                                            | Amichevole                                                           | -                                                                    |                                                                      |
| 5-3-2014                                                             | Durazzo                                                              | Albania                                                              | 2 – 0                                                                | Malta                                                                | Amichevole                                                           | -                                                                    |                                                                      |
| Totale                                                               |                                                                      | Presenze                                                             | 3                                                                    |                                                                      | Reti                                                                 | 0                                                                    |                                                                      |

## Palmarès

### Club

#### Competizioni nazionali
- Campionato maltese: 1

Valletta: 2007-2008
- Supercoppa di Malta: 1

Valletta: 2008
- Coppa di Malta: 2

Valletta: 2009-2010
Balzan: 2018-2019